# Macrocosm
Macrocosm – niemiecko-szwedzki projekt muzyczny, tworzący muzykę spacesynth, powstały w roku 2002. Założycielami byli Marco Rochowski oraz Anders Lundqvist.

## Historia
W 2000 roku szwedzki kompozytor Anders Lundqvist zawiązał internetowy kontakt z niemieckim twórcą Marco Rochowskim. Obaj tworzyli instrumentalną muzykę elektroniczną, wzorowaną na dokonaniach Michiela van der Kuya z grupy Laserdance. Obaj także współpracowali ze szwajcarską wytwórnią Hypersound Productions. W 2002 roku podjęli decyzję o stworzeniu wspólnego projektu muzycznego Macrocosm.
Duet opublikował dwa albumy First Mission oraz Second Voyage. Oba zostały wydane przez Hypersound Productions.

## Dyskografia

### Albumy
- 2002: First Mission
- 2005: Second Voyage